# Fronta osvobození Bretaně

Bretaň ve Francii

Fronta osvobození Bretaně (bretonsky Talbenn Diebiñ Breizh, francouzsky Front de Libération de la Bretagne) je militantní separatistická skupina působící ve francouzské Bretani. Byla založena v roce 1963. Od roku 1966 prováděla teroristické útoky na cíle spojené s francouzskou státní správou, zejména formou odpálení náloží. Útoky však měly především symbolickou povahu a nedocházelo ke zraněním či úmrtím třetích osob. Útoky vrcholily v roce 1968.
V 70. letech 20. století se začala Fronta osvobození Bretaně štěpit na frakce, které vedly k vytvoření Bretaňské revoluční armády.